# 6050 Miwablock
A 6050 Miwablock (ideiglenes jelöléssel 1992 AE) egy földközeli kisbolygó. A Spacewatch projekt keretében fedezték fel 1992. január 10-én.